# Syllis licheri
Syllis licheri är en ringmaskart som beskrevs av Ravara, San Martín och Moreira 2004. Syllis licheri ingår i släktet Syllis och familjen Syllidae. Inga underarter finns listade i Catalogue of Life.